# 2015
|  | Aquest article tracta sobre l'any. Si cerqueu l'empresa, vegeu «2015, Inc.». |

L'any 2015 fou un any normal començat en dijous. En el calendari gregorià és el 2015è any de l'era comuna o de l'era cristiana, el 15è any del tercer mil·lenni i del segle xxi, i el 6è any de la dècada del 2010.

## Esdeveniments
Països Catalans
- 22 de març, els municipis de Calders, Castellcir, Castellterçol, Collsuspina, Granera, l'Estany, Moià, Monistrol de Calders, Santa Maria d'Oló i Sant Quirze Safaja aprovaren en referèndum esdevenir la quaranta-dosena comarca de Catalunya, el Moianès: la seva creació fou aprovada el 15 d'abril pel Parlament de Catalunya.[1]

- 20 d'abril, Barcelona: Un noi mata un professor i fereix quatre alumnes a l'IES Joan Fuster - Assalt a l'IES Joan Fuster.
- 25 d'abril: Diada per la Llengua i l'Autogovern 2015
- 24 de maig: Eleccions municipals a tot l'estat Espanyol i eleccions autonòmiques a les Corts Valencianes, el Parlament de les Illes Balears i a les Corts d'Aragó entre altres autonomies.
- 3 de juliol: El Govern balear aprova el derrogament de la Llei de Símbols i la amnistia dels expedientats per aquesta llei. El Parlament balear ho va confirmar el 6 d'octubre.[2]
- 24 de juliol: El Parlament de Catalunya declara la rumba catalana Patrimoni d'interès cultural i musical a Catalunya i dona suport al projecte de candidatura de la rumba com a patrimoni cultural de la Unesco.[3]
- 27 de setembre: Les Eleccions al Parlament de Catalunya resulten que la llista més votada és la candidatura de Junts pel Sí de caràcter independentista.
- 6 d'octubre: El Parlament balear confirma el derrogament de la Llei de Símbols, proposat pel govern autonòmic, amb els vots a favor de PSIB, MÉS, Podem, PI i GxF mentre que Cs s'ha abstingut i el PPB ha marxat abans de la votació i no ha votat.[4]
- Inauguració del nou Zoo de Barcelona.[5]
- Subirachs crea el Lleó de Judà, una escultura per la façana de la Passió de la Sagrada Família que va acabar retirant-se.
- Es creen els Premis DonaTIC, que reconeixen el paper de les dones en l’àmbit tecnològic.

Resta del món
- 3 - 7 de gener, Baga, Nigèria: Una sèrie de massacres per part de Boko Haram maten més de 2.000 persones.[6]
- 7 de gener, París: L'atemptat a la seu del Charlie Hebdo de caràcter islamista deixa dotze persones mortes i deu ferides, els assaltants armats amb armes automàtiques cridaren consignes islamistes en fugir després de la massacre. Les reaccions públiques inclogueren diverses manifestacions en contra de la coerció de la llibertat d'expressió.
- 25 de gener: Eleccions legislatives gregues, el partit d'esquerres liderat per Alexis Tsipras, SÍRIZA, guanya les eleccions, desbancant al president Andonis Samaràs que es presentava a la reelecció per Nova Democràcia.
- 7 de febrer: Se celebra un referèndum sobre el matrimoni homosexual a Eslovàquia.
- 17 de març: Eleccions legislatives d'Israel de 2015.[7]
- 22 de març: Eleccions al Parlament d'Andalusia
- 14 i 15 de febrer, Copenhaguen, Dinamarca: Una sèrie de tirotejos contra dibuixants danesos es converteixen per l'opinió publicada en una "rèplica nòrdica" a l'atemptat a la seu del Charlie Hebdo d'unes setmanes abans.
- 30 d'abril, Mercuri: Finalitza la missió de la sonda espacial MESSENGER, quan, un cop consumit el combustible, s'estavella a la superfície del planeta.
- Maig: Es destapa el Cas Fifagate
- 1 de maig: S'inaugura l'Exposició Universal de Milà.
- 25 de juny: Kobani, Kurdistan occidental: Comença la Massacre de Kobani perpetrat per EI en el marc de la Guerra Civil siriana.[8]
- 26 de juny, Washington DC: el Tribunal Suprem dels Estats Units autoritza el matrimoni homosexual.[9]
- 17 de juliol: Es publica la primera versió de l'aplicació de vídeo missatgeria Beme.[10]
- 18 de setembre, Estats Units: Esclata l'escàndol de les emissions dels motors i del programari manipulat per Volkswagen arran les acusacions de l'EPA californiana.[11]
- 3 d'octubre, Afganistan: un atac aeri dels Estats Units contra un hospital de Metges Sense Fronteres a Kunduz mata accidentalment a 22 cooperants i pacients.[12]
- 10 d'octubre, Ankara, Turquia: Durant una manifestació pacifista es fan esclatar dues bombes situades entre els manifestants. En l'atemptat hi moren més de 125 persones i més de 400 resulten ferides.[13]
- 23 d'octubre: La pressió més baixa del nivell de la mar en l'hemisferi occidental i els vents sostinguts més alts i mesurats de manera fiable, es registren en l'huracà Patricia,[14] que colpeja principalment a Mèxic hores més tard, matant almenys a 13 persones i causant més de 280 milions de dòlars en danys.
- 26 d'octubre, un terratrèmol de magnitud 7,5 colpeja la regió del Hindu Kush i causa 393 morts i més de 2.600 ferits, principalment a Pakistan i Afganistan.[15]
- 30 d'octubre, Bucarest, Romània: Seixanta-quatre persones van morir i més de 147 van resultar ferides després de l'incendi de la discoteca Colectiv de la capital.[16][17]
- 31 d'octubre, el vol 9268 de Metrojet s'estavella a la península del Sinaí, matant als 217 passatgers i 7 membres de la tripulació a bord.[18]
- 13 i 14 de novembre, París: Un conjunt d'atemptats provoca la mort de més de 128 persones.
- 2 de desembre, San Bernardino, Califòrnia: Matança de San Bernardino, dues persones assaltaren un centre comercial a que es saldà amb la mort de 14 persones, i divuit ferits.[19][20]
- 6 de desembre: Eleccions parlamentàries a Veneçuela

- 31 de desembre, Dubai, EAU: Un incendi en el transcurs de les celebracions de cap d'any destrueix bona part de l'edifici The Address Downtown Dubai
- Vaga educativa espanyola de 2015
- Líban: Crisi de les Escombraries

### Cinema
| M/d   | Direcció             | Títol                          | Gènere         |
| ----- | -------------------- | ------------------------------ | -------------- |
| 04/11 | Centeno/De la Morena | Yes, we fuck!                  | documental     |
| 03/09 | Jaume Collet-Serra   | Una nit per sobreviure         | intriga        |
| 11/05 | Dani de la Orden     | Barcelona, nit d'hivern        | romàntica      |
| 09/18 | Josep Maria Forn     | El somni català                | documental     |
| 12/18 | J.J. Abrams          | El despertar de la força       | space opera    |
| 02/19 | Jean-Jacques Annaud  | L'últim llop                   | drama          |
| 06/11 | Balda/Coffin         | Els Mínions                    | animació       |
| 03/04 | Neill Blomkamp       | Chappie                        | futurístic     |
| 02/08 | Bill Condon          | Mr. Holmes                     | misteri        |
| 06/19 | Pete Docter          | Del revés                      | animació       |
| 05/19 | Deniz Gamze Ergüven  | Mustang                        | drama          |
| 09/04 | Sarah Gavron         | Sufragistes                    | drama hist.    |
| 09/06 | Luca Guadagnino      | A Bigger Splash                | drama          |
| 07/11 | Mamoru Hosoda        | El nen i la bèstia             | animació       |
| 12/07 | Ron Howard           | In the Heart of the Sea        | drama hist.    |
| 05/14 | Naomi Kawase         | An                             | drama          |
| 06/23 | Baltasar Kormákur    | Everest                        | drama hist.    |
|       | Lars Kraume          | El cas Fritz Bauer             | drama          |
| 05/07 | George Miller        | Mad Max: Fury Road             | acció          |
| 07/29 | Mark Osborne         | El Petit Príncep               | animació       |
| 06/19 | Maria Ripoll         | Ara o mai                      | com. romàntica |
| 12/23 | Rudi Rosenberg       | Le Nouveau                     | comèdia        |
| 01/14 | Jean-Paul Rouve      | Les Souvenirs                  | tragicomèdia   |
| 09/25 | Genndy Tartakovsky   | Hotel Transylvania 2           | animació       |
| 01/27 | germanes Wachowski   | El destí de Júpiter            | space opera    |
| 09/20 | Joe Wright           | Pan: Viatge al País de Mai Més | fantàstic      |

El 22 de maig s'estrenà (en línia) Kung Fury, un curtmetratge del realitzador suec David Sandberg finançat per micromecenatge.

### Còmics
```
Fa 10 anys
!
```

El 33 Saló Internacional del Còmic de Barcelona se celebrà entre el 16 i el 19 d'abril amb cent tretze mil assistents; Las Meninas, Miki Montlló, Saga, Sánchez Abulí i ThermoZero Cómics reben els premis d'enguany.
Del 29 al 31 de maig tingueren lloc les IV Jornades del Còmic de València al Mercat de Tapineria amb Manuel Bartual, Paco Roca i Sento Llobell.
El 6 de juny, un tribunal neerlandés dicta sentència contra l'explotació dels drets d'autor de les aventures de Tintín per part dels hereus d'Hergé.
Del 19 al 21 de juny, el 9é Festival del Còmic de Torroella de Montgrí tingué a Belén Ortega, Bernet, Doc Pastor, Fer, Guillermo Carandini, Joan Mundet, Josep Busquet, Lluís Recasens, Marc Castelao, Ooso Còmics, Óscar Martín, Rafater i Ricard Soler.
Del 15 al 17 d'octubre se celebrà el VI Saló del Còmic Social a la Biblioteca Central de Santa Coloma de Gramenet, amb Adolfo Usero, Carlos Guijarro, Chemi Baralust, Ferran Martín, Javier Cosnava, Ja, Kim, L'Avi, Nazario, Rocío Vidal i Sebas Martín.
El 12 de novembre s'anuncià que la primera edició de Tebeo València s'ajornava fins a març del 2016; del 23 al 29 tingué lloc la 8a Setmana del Còmic de Tarragona; el 28 de novembre morí l'autora barcelonina Rosa Galcerán i Vilanova.
El 12 de desembre morí el dibuixant madrileny Luis Bermejo (n. 1931).

#### Morts
- Herb Trimpe (n. 1939)
- Splash Sagunt
- IV Jornades de València

El 13 d'abril morí el dibuixant novaiorqués Herb Trimpe.

### Esport

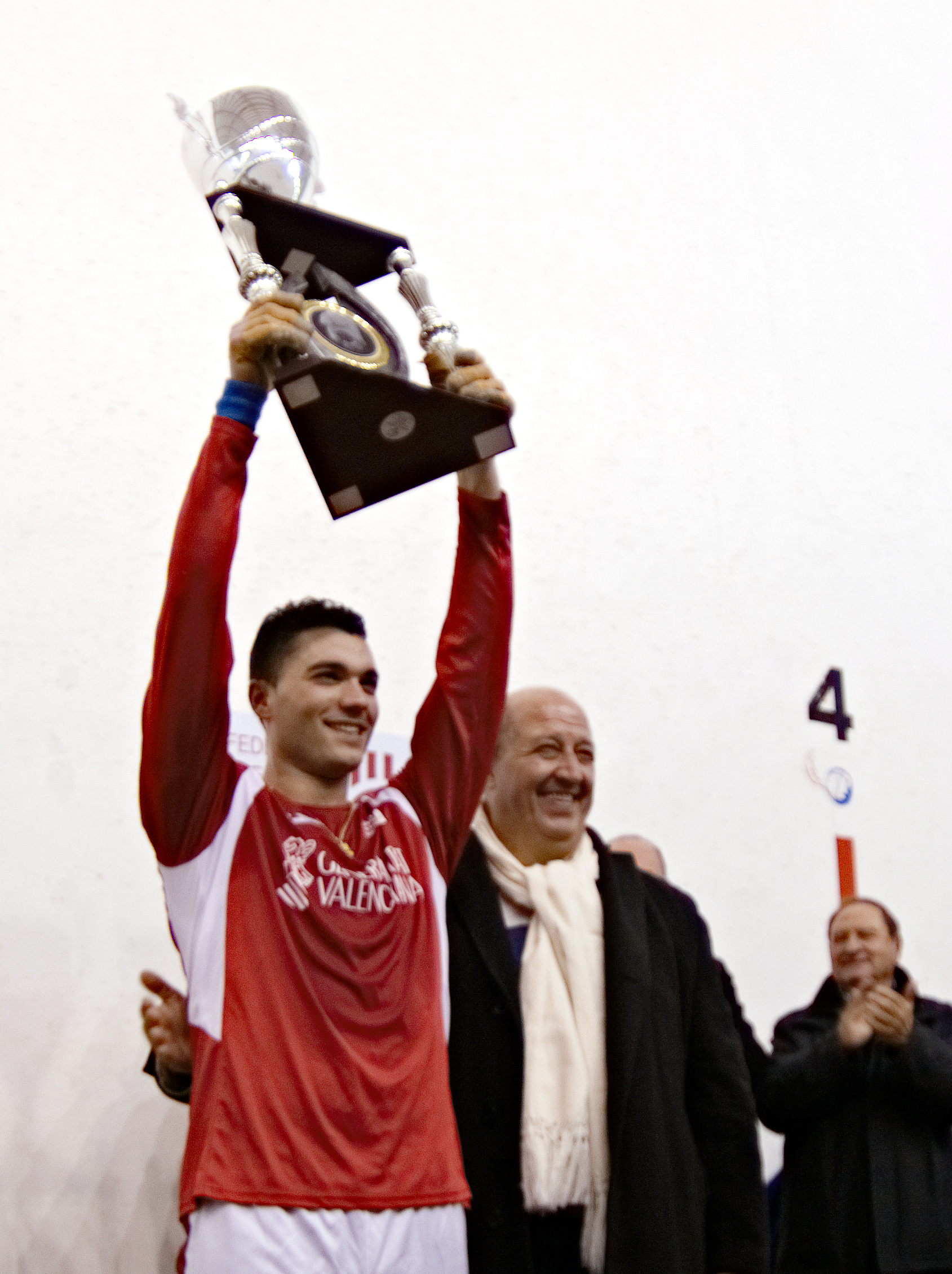
3g: Marrahí campió

En la temporada del 2015 de pilota valenciana, el 3 de gener Marrahí guanyà el XXVIII Individual de Raspall, començat a la fi de 2014, front a Pepe de la Llosa; Soro III guanyà el XXIX Individual d'Escala i Corda.

### Música
| M/d   | artistes               | títol                                 | estils             |
| ----- | ---------------------- | ------------------------------------- | ------------------ |
| 09/02 | Avicii                 | Stories                               | house              |
| 12/04 | Coldplay               | A Head Full of Dreams                 | pop                |
| 09/18 | Lana Del Rey           | Honeymoon                             | pop                |
| 11/06 | Il Divo                | Amor & Pasión                         | bel canto          |
| 09/02 | Estopa (duo)           | Rumba a lo desconocido                | pop                |
| 09/25 | Gloryhammer            | Space 1992: Rise of the Chaos Wizards | power metal        |
| 04/24 | Martin Gore            | MG                                    | electrònica        |
| 09/04 | Mgła                   | Exercises in Futility                 | black metal        |
| 05/05 | Hiatus Kaiyote         | Choose Your Weapon                    | neo soul           |
| 06/12 | Savage Garden          | The Singles                           | pop                |
| 09/16 | Saxon (grup de música) | Battering Ram                         | heavy              |
| 03/31 | Sufjan Stevens         | Carrie & Lowell                       | indie folk         |
| 01/09 | Meghan Trainor         | Title                                 | pop                |
| 05/17 | Twenty One Pilots      | Blurryface                            | hip-hop alternatiu |

Morts
- 4gen  Sharon la Hechicera (cantant)

### Premis Nobel
| Camp                  | Guardonats                                        |
| --------------------- | ------------------------------------------------- |
| Física                | - Takaaki Kajita - Arthur B. Mcdonald             |
| Química               | - Tomas Lindahl - Paul L. Modrich - Aziz Sancar   |
| Medicina o Fisiologia | - William C. Campbell - Satoshi Omura - Tu Youyou |
| Literatura            | - Svetlana Aleksiévitx                            |
| Pau                   | - Quartet de Diàleg Nacional de Tunísia           |
| Economia              | - Angus Deaton                                    |

## Defuncions

### Països Catalans
Gener
- 2 de gener, Reus, Baix Camp: Ramon Ferran i Pagès, artista català.
- 8 de gener, Castelldefels, Baix Llobregat: Ferran Argila i Pazzaglia, futbolista català.
- 16 de gener, Barcelona: Lluís Marsans i Julià, pintor català.
- 24 de gener, Sabadell, Vallès Occidental: Joan Serra i Llobet, waterpolista català.
- 29 de gener, 
  - Barcelona: Carles Miralles i Solà, poeta, hel·lenista i crític literari català.
  - Madrid, Espanya: Amparo Baró i San Martín, actriu de teatre, cinema i televisió catalana.[22]
- 31 de gener, Barcelona: José Manuel Lara Bosch, empresari i editor espanyol, president del Grupo Planeta i Atresmedia.

Febrer
- 4 de febrer, Sant Cugat del Vallès, Vallès Occidental: Francesc Garriga i Barata, poeta i pedagog català.[23]
- 22 de febrer, Barcelona: Montserrat Mainar i Benedicto, esmaltadora catalana (n. 1928).[24]
- 27 de febrer, Barcelona: Rosa Novell i Clausells, actriu i directora escènica.[25]

Març
- 1 de març, Mataró, Maresme: Jordi Tardà i Castells, periodista i crític musical català.
- 2 de març, Barcelona: Francisco González Ledesma, periodista i escriptor català.
- 5 de març, Barcelona: Nadala Batiste i Llorens, actriu catalana.[26]
- 8 de març, Barcelona: Maria Girona i Benet, pintora catalana.[27]
- 15 de març, Barcelona: Joaquim Molas i Batllori, escriptor, historiador i professor universitari català.
- 17 de març, ?: Àngels Poch i Comas, actriu catalana.[28]
- 18 de març, Monestir de Montserrat, Bages: Gregori Estrada i Gamissans, compositor, organista i musicòleg català, monjo de Montserrat.
- 22 de març, Caldes d'Estrac: Maria Martorell i Codina, mestra i directiva del moviment coral a Catalunya (n. 1923).[29]
- 29 de març, Barcelona: Margarita Rivière, periodista i escriptora catalana.[30]

Abril
- 9 d'abril, Barcelona: Xavier Vinader i Sánchez, periodista català (n. 1947).[31]
- 15 d'abril, Banyuls de la Marenda, Rosselló: Teresa Rebull, cantautora i activista política catalana. (n. 1919).[32]
- 16 d'abril, Barcelona: Sofia Puche de Mendlewicz, pianista i pedagoga musical catalana (n. 1916).[33]
- 23 d'abril, Girona: Ricard Masó i Llunes, geògraf, aparellador, polític i activista cultural català.
- 30 d'abril, Solsona: Manel Casserres i Solé, escultor català.

Maig
- 17 de maig, Barcelona: Montserrat Casals i Couturier, periodista i historiadora de la literatura catalana.[34]
- 22 de maig, Felanitx: Pere Xamena i Fiol, historiador mallorquí (n. 1918).[35]

Juny
- 1 de juny, Figueres, Alt Empordà: Maria Perxés Santomà, bibliotecària catalana (n. 1927).[36]
- 12 de juny, Figueres, Alt Empordà: Antoni Pitxot, pintor català.
- 15 de juny, Barcelona: Romà Vallès, pintor i pedagog català.

Juliol
- 6 de juliol, Barcelona: Martí Vergés Trias, enginyer industrial i informàtic català.
- 8 de juliol, Aiguaviva, Gironès: Leopold Rodés i Castañé, empresari i advocat català.
- 17 de juliol, Barcelona: Genoveva Masip i Torner, religiosa catalana.[37]
- 21 de juliol, Girona, Gironès: Mercè Huerta i Busquets, pintora catalana (n. 1929).[38]
- 26 de juliol, Girona: Natàlia Molero i Lloret, escriptora i gestora cultural catalana (n. 1959).[39]

Agost
- 6 d'agost, Badalona, Barcelonès: Joan Argenté i Artigal, poeta i advocat català (n. 1931).[40]
- 20 d'agost, Jesús, Eivissa: María de los Llanos Lozano Guevara, filòsofa i professora eivissenca (n. 1926).[41]
- 28 d'agost, Barcelona: Anna Maria Tugas i Masachs, atleta dels anys 30, campiona de Catalunya i d'Espanya (n. 1911).[42]

Setembre
- 7 de setembre, Madridː Elena Arnedo, ginecòloga, política i activista socialista.[43]
- 13 de setembre, Barcelona: Maria Tersa i Miralles, locutora de ràdio catalana (n. 1912).[44]
- 20 de setembre, Barcelona: Carme Balcells i Segalà, agent literària catalana (n. 1930).[45]

Novembre
- 28 de novembre, Barcelona: Rosa Galcerán i Vilanova, dibuixant, historietista, animadora i publicista catalana.[46]

Desembre
- 5 de desembre, Barcelona: Jaime Camino Vega de la Iglesia, guionista i director de cinema català (n. 1936).[47]
- 8 de desembre, València, l'Horta: Josep Lluís Sirera Turó, dramaturg i professor universitari valencià.
- 25 de desembre, Barcelona: Montserrat Gudiol i Corominas, pintora catalana (n. 1933).[48]
- 29 de desembre, Girona, Gironès: Edward Hugh, economista anglès.

### Resta del món
Gener
- 1 de gener:
  - Berlín, Alemanya: Ulrich Beck, sociòleg alemany.
  - Ojos del Salado, Argentina/Xile: Fernando Ossa, alpinista basc.
- 2 de gener:
  - Nova York: Anas al-Liby, ciutadà libi acusat pels Estats Units per la seva participació en els atemptats contra les ambaixades dels Estats Units del 1998.
  - Košice: Arpád Račko, escultor eslovac.[49]
  - San Mateo, Veneçuela: Pedro Cassiram, periodista veneçolà.
- 3 de gener:
  - Coral Gables, EUA: Edward Brooke, polític estatunidenc.
  - Rakka: Muath Al Kasasbeh, pilot de la Reial Força Aèria Jordana executat per l'Estat Islàmic.
  - Groningen: Henk Ebbinge, futbolista neerlandès que jugava en la demarcació de migcampista.
- 4 de gener
  - Lo Pont de Camarés, Occitània: Ives Roqueta, escriptor occità.
  - San Pablo (Equador): Sharon la Hechicera, cantant, actriu i empresària equatoriana.
- 5 de gener, Dakar, Senegal: Jean-Pierre Beltoise, pilot de F1 francès.
- 6 de gener:
  - Miami, EUA: Fidel Mendoza Carrasquilla, dirigent esportiu colombià.
  - Roma: Uber Gradella, futbolista italià, en posició de porter.[50]
- 7 de gener:
  - París: L'Atemptat contra Charlie Hebdo sega la vida dels dibuixants francesos Jean Cabut, Bernard Verlhac, Philippe Honoré, Georges Wolinski i Stéphane Charbonnier.
  - Varsòvia, Polònia: Tadeusz Konwicki, escriptor i director de cinema polonès.
  - Los Angeles, EUA: Rod Taylor, actor de cinema i televisió australià.
  - Ciutat de Mèxic: Julio Scherer García, periodista i escriptor mexicà, director del periòdic Excélsior (1968 -76) i fundador del setmanari Proceso.
- 9 de gener, 
  - Roma, Itàlia: Francesco Rosi, director de cinema i guionista
  - San Antonio, Texas: Dorothy Thomas, hematòloga estatunidenca, mare del trasplantament de medul·la[51]
- 11 de gener, Rocca di Papa, Itàlia: Anita Ekberg, actriu i model italiana.
- 12 de gener, Leipzig, Alemanya: Ielena Obraztsova, mezzosoprano russa.[52]
- 16 de gener, Arrasate, País Basc: Josu Uribetxebarria Bolinaga, activista polític basc, militant d'ETA.
- 17 de gener, el Caire: Faten Hamama, productora i coneguda actriu egípcia[53]
- 18 de gener, Jamaica: Verma Panton, arquitecta jamaicana, la primera dona arquitecta del Carib anglòfon[54]
- 19 de gener, El Paso, EUA: Reies López Tijerina, activista polític estatunidenc.
- 20 de gener, Maracay, Veneçuela: Canserbero, cantant, compositor i activista social veneçolà.
- 25 de gener, Atenes, Grècia: Demis Rusos, cantant i baixista grec.
- 27 de gener, Berkeley, EUA: Charles Hard Townes, físic estatunidenc.
- 29 de gener, Illa Norfolk, Austràlia: Colleen McCullough, neuròloga i escriptora de novel·les romàntiques i històriques[55]
- 30 de gener, Cambridge: Rose Frisch, científica nord-americana pionera en fertilitat (n.1918).[56]
- 31 de gener, Berlín, Alemanya: Richard von Weizsäcker, polític alemany, alcalde de Berlín i President d'Alemanya.

Febrer
- 6 de febrer, París, França: Assia Djebar, escriptora, cineasta i professora universitària algeriana[57]
- 27 de febrer, Bel-Air, Estats Units: Leonard Nimoy, actor i director estatunidenc.
- 28 de febrer, Istanbul, Turquia: Yaşar Kemal, escriptor turc.

Març
- 1 de març:
  - Ciutat de Nova York, EUA: Joshua Fishman, sociolingüista estatunidenc.
  - Lünen, Alemanya: Wolfram Wuttke, futbolista alemany.
- 8 de març:
  - Lugo, Espanya: Francisco Cacharro Pardo, pedagog i polític espanyol.
  - Pacific Palisades, EUA: Sam Simon, escriptor i productor de televisió estatunidenc.
- 9 de març, Stuttgart, Alemanya: Frei Otto, arquitecte, enginyer i professor alemany.
- 11 de març, Madrid, Espanya: Trifón Cañamares García, polític espanyol, militant del PCE
- 12 de març, Broad Chalke, Anglaterra: Terry Pratchett, escriptor anglès.
- 13 de març, Varsòvia, Polònia, Zofia Kielan-Jaworowska, paleobiòloga polonesa (n. 1925).[58]
- 15 de març, Las Palmas de Gran Canaria, Espanya: Antonio Betancort Barrera, futbolista espanyol.
- 21 de març, Canàries, Espanya: Moncho Alpuente, periodista, escriptor, humorista i cantant espanyol.
- 23 de març:
  - Cascais, Portugal: Herberto Helder, poeta portuguès[59]
  - Singapur: Lee Kuan Yew, polític singapurès, Primer Ministre de Singapur.
- 27 de març, Estocolm, Suècia: Tomas Tranströmer, escriptor, poeta i traductor suec, Premi Nobel de Literatura.
- 29 de març, Madrid: Matilde Conesa, actriu de veu espanyola, figura emblemàtica de la història de la ràdio a Espanya[60]

Abril
- 1 d'abril, La Plata, Buenos Airesː María Esther Biscayart de Tello, integrant de Madres de Plaza de Mayo (n. 1930).[61]
- 13 d'abril:
  - Lübeck, Alemanya: Günter Grass, escriptor alemany, premi Nobel de Literatura 1999.[62]
  - Montevideo, Uruguai: Eduardo Galeano, escriptor i periodista uruguaià.[63]
- 14 d'abril:
  - Roma, Itàlia: Roberto Tucci, cardenal i teòleg cristià italià.
  - Baton Rouge, EUA: Percy Sledge, cantant estatunidenc.
- 25 d'abril, Madisonville, EUA: Mike Phillips, jugador de bàsquet estatunidenc.
- 30 d'abril:
  - Ciutat de Nova York, EUA: Ben E. King, cantant estatunidenc.[64]
  - París, França: Patachou, cantant i actriu francesa.
  - Saint Ives, Anglaterra: Nigel Terry, actor de cinema i teatre anglès.

Maig
- 1 de maig, illa de Man: Geoff Duke, motociclista anglès.
- 2 de maig:
  - Londres, Regne Unit: Ruth Rendell, escriptora anglesa[65]
  - Múnic, Alemanya: Maia Plissétskaia, ballarina de dansa clàssica d'origen rus i nacionalitzada espanyola el 1993[66]
- 4 de maig, Madrid, Espanya: Jesús Hermida Pineda, periodista espanyol.
- 14 de maig, Las Vegas, EUA: B.B. King, guitarrista i compositor de blues estatunidenc[67]
- 23 de maig, Nova Jersey, Estats Units: John Forbes Nash, matemàtic i professor universitari nord-americà guardonat amb el Premi Nobel d'Economia l'any 1994[68]
- 25 de maig, Nova York, Estats Units: ː Mary Ellen Mark, fotògrafa americana̟[69]
- 30 de maig, Londres, Julie Harris, sastressa britànica que treballà per al cinema; obtingué un Oscar al millor vestuari[70]

Juny
- 2 de juny, Madrid, Espanya: Florentino Soria Heredia, guionista de cinema, escriptor i actor espanyol.
- 5 de juny, West Hartford, Connecticut: Jane Briggs Hart, aviadora i candidata a astronauta del projecte Mercury 13[71]
- 7 de juny, Londres, Regne Unit: Christopher Lee, actor anglès.
- 11 de juny, Manhattan: Ornette Coleman, músic de jazz, saxofonista, trompetista, violinista i compositor nord-americà[72]
- 14 de juny, Pequín, Xina: Qiao Shi, polític xinès, President de l'Assemblea Nacional de la Xina.
- 17 de juny, Ankara, Turquia: Süleyman Demirel, President i set vegades Primer Ministre turc[73]
- 19 de juny, Pequín, Xina: Xie Tieli, guionista i director de cinema xinès[74]
- 20 de juny, Nova York: Miriam Schapiro, artista feminista estatunidenca (n. 1923).[75]
- 22 de juny, Parc Nacional de los Padres, Califòrnia (EUA): James Horner, compositor de cinema estatunidenc.
- 23 de juny, Castèunòu de Grassa: Magali Noël, actriu i cantant francesa nascuda a Turquia[76]

Juliol
- 10 de juliol, el Caire, Egipte: Omar Sharif, actor egipci[77]
- 21 de juliol, Nova York, EUA: E. L. Doctorow, escriptor estatunidenc.
- 23 de juliol:
  - Madrid, Espanya: Josep Sazatornil (Saza), actor de teatre i cinema català.
  - Nova York, Estats Units: Shigeko Kubota, artista informal i autora de vídeos, performances i instal·lacions[78]
- 30 de juliol, Kolín: Ludmila Dvořáková, soprano txeca (n. 1923).[79]

Agost
- 18 d'agost, Palmira, Síria: Khaled al-Asaad, arqueòleg sirià, ex-director del jaciment de Palmira, executat a mans d'Estat Islàmic.
- 20 d'agost: 
  - Madrid: Lina Morgan, vedette i actriu espanyola[80]
  - Praga: Zuzana Brabcová, novel·lista txeca[81]
- 30 d'agost, Ciutat de Nova York, EUA: Oliver Sacks, neuròleg anglès[82]

Setembre
- 1 de setembre:
  - Ferrol, Espanya: Alfonso Couce Doce, forense i polític espanyol.
  - Yerevan, Armènia: Gurguèn Dalibaltaian, militar armeni.
- 14 de setembre, Moscou, Rússia: Yuri Afanassiev, polític rus, membre del PCUS.[83]
- 7 de setembre, El Puerto de Santa María, Espanya: José María Ruiz-Mateos, empresari espanyol, propietari de Rumasa i Nueva Rumasa.
- 27 de setembre, Rabat, Marroc: Fàtima Mernissi, escriptora, sociòloga, feminista i activista marroquina.[84]

Octubre
- 5 d'octubre, 
  - Göteborg, Suècia: Henning Mankell, escriptor suec[85]
  - París: Chantal Akerman, directora de cinema belga[86]
- 9 d'octubre, Memphis, Tennessee: Koopsta Knicca, raper estatunidenc, membre del grup de rap Three 6 Mafia.[87]
- 20 d'octubre, Bangalore: K. S. L. Swamy, director de cinema, productor, actor i cantant de playback indi.
- 22 d'octubre: Labh Janjua, cantant indi de gènere bhangra / hip-hop.[88]
- 24 d'octubre: 
  - Boise, Idaho: Maureen O'Hara, actriu de cinema irlandesa[89]
  - Rosa Francisca Fadul, advocada, funcionària i política dominicana.
- 25 d'octubre, Varsòvia, Polònia: Wojciech Fangor, pintor polonès[90]
- 27 d'octubre:
  - São Paulo, Brasil: Ada Chaseliov, actriu brasilera.[91]
  - Noriyoshi Ohrai, il·lustrador japonès

Novembre
- 2 de novembre:
  - Omar El-Hariri, polític libi, líder del Consell Nacional de Transició de Líbia
  - Buenos Aires, Argentina: Antonio Dal Masetto, escriptor i periodista italià, nacionalitzat argentí.
- 3 de novembre: Normand L'Amour, cantautor canadenc.[92]
- 5 de novembre, Oslo: Nora Brockstedt, cantant noruega, primera representant del seu país, dues vegades, a Eurovisió[93]
- 15 de novembre: Annelise Pflugbeil, professora i clavecinista alemanya.
- 16 de novembre, Cracòvia, Polònia: Jerzy Katlewicz, director d'orquestra i pianista polonès.[94]
- 20 de novembre:
  - Agustín Mantilla, economista, sociòleg i polític peruà.
  - Kitanoumi Toshimitsu, lluitador de sumo.
- 21 de setembre, Omsk, Rússia: Ivan Dvorni, jugador de bàsquet
- 22 de novembre, Szczecin: Monika Szwaja, periodista, professora i escriptora polonesa.
- 24 de novembre: Aurora Venturini, novel·lista, contista, poetessa, traductora i assagista argentina.[95]
- 28 de novembre:
  - Diyarbakır, Turquia: Tahir Elçi, advocat turc prokurd.
  - Santa Cruz de Tenerife, Espanya: Agustín Sánchez Quesada, futbolista espanyol.[96]
- 30 de novembre: 
  - Rabat, Marroc: Fàtima Mernissi, escriptora, sociòloga i feminista marroquina.[97]
  - Lima (Perú): Luis Bedoya de Vivanco, advocat i polític peruà.

Desembre
- 3 de desembre, Ciutat de Mèxic: Juan María Alponte, periodista, catedràtic i historiador hispano-mexicà.
- 4 de desembre, Eeklo, Flandes: Eric De Vlaeminck, ciclista flamenc.
- 7 de desembre:
  - Segòvia, Espanya: Luis Javier Moreno, escriptor i traductor espanyol.
  - Maracaibo, Veneçuela: Lolita Aniyar de Castro, política, advocada penalista i criminòloga veneçolana.
  - Yorkshire Dales, Anglaterra: Shirley Stelfox, actriu britànica[98]
- 8 de desembre, comtat de Santa Clara, EUA: John Trudell, músic, activista polític, actor i poeta indi sioux.
- 9 de desembre, Santa Cruz de la Sierra, Bolívia: Julio Terrazas Sandoval, sacerdot catòlic bolivià, arquebisbe de Santa Cruz de la Sierra.
- 13 de desembre, Batu, Indonèsia: Benedict Anderson, politòleg i professor universitari estatunidenc.
- 14 de desembre, Roma, Itàlia: Armando Cossutta, polític comunista italià.
- 16 de desembre, Huizen, Països Baixos: Aafje Heynis, contralt neerlandesa, especialista en lied i música barroca[99]
- 19 de desembre, Greenwich, EUA: Kurt Masur, director d'orquestra alemany.
- 22 de desembre, Moaña: Aida Fernández Ríos, científica, doctora en biologia i oceanògrafa espanyola[100]
- 31 de desembre, Los Angeles, EUA: Natalie Cole, cantant, compositora i intèrpret estatunidenca[101]

## Efemèrides
Països Catalans
- 11 de juliol, Mallorca: Tricentenari de l'ocupació de l'illa per les tropes borbòniques.
- 28 de novembre, Mallorca i illa d'Eivissa: Tricentenari de l'abolició del govern polític i administratiu català amb un dels Decrets de Nova Planta per Felip V.
- 26 de març, Barcelona: Tricentenari de la decapitació del general Moragues pels filipistes com a represàlia de la seva participació en la guerra dels catalans; esquarterat el seu cadàver, durant dotze anys el seu cap estigué en una gàbia de ferro penjada al Portal de Mar de Barcelona (n. 1669).

Resta del món
- 7 de maig: Centenari de l'enfonsament del RMS Lusitania, l'afer precipità en certa manera el decantament de l'opinió pública estatunidenca per a la seva entrada com a bel·ligerant a la Primera Guerra Mundial.
- 18 de juny: 200 aniversari de la batalla de Waterloo.
- 6 d'agost: 70è aniversari dels bombardejos atòmics d'Hiroshima i Nagasaki, pel govern de Harry Truman.

## Clima

### A Catalunya
La temperatura mitjana de l'any 2015 ha estat clarament superior a la mitjana climàtica del període de referència 1961-90, amb anomalies positives de més de 0,5 °C a gairebé tot el territori, de manera que el 2015 es pot qualificar d'any càlid. De fet, ha estat un dels 4 anys més càlids d'ençà que hi ha registres, darrere de 2006, 2011 i 2014.
L'anomalia positiva ha estat especialment important a punts del Prepirineu, Pirineu oriental, prelitoral Central i Sud i litoral Central, especialment a la ciutat de Barcelona, probablement a conseqüència de l'illa de calor urbana. En aquests sectors, la diferència respecte de la mitjana climàtica ha estat superior a +1,5 °C, arribant a superar localment +2,0 °C. En canvi, la temperatura ha estat més propera a la normalitat climàtica en alguns sectors del pla de Lleida i del litoral Sud, on l'anomalia positiva ha estat força més modesta, propera a +0,5 °C.
Cal remarcar que cap estació de la Xarxa d'Estacions Meteorològiques Automàtiques (XEMA) ha enregistrat anomalia negativa pel que fa a la temperatura mitjana anual, fet que no es produïa des del 2011.
Al llarg de l'any, els valors d'anomalia mensual positius de temperatura que han afectat el conjunt de Catalunya han estat persistents: cal destacar el període de març a juliol, així com els mesos de novembre i desembre.
En valors absoluts, la temperatura mitjana anual ha superat els 17 °C a molts punts del litoral Central i Sud, on habitualment s'enregistren els valors de temperatura més alts del Principat. Destaquen els 18,2 °C enregistrats per l'estació meteorològica automàtica de Barcelona – el Raval, que ha igualat els valors del 2011 i 2009. En canvi, gran part del Pirineu, Prepirineu i els punts més elevats del Montseny presenten valors de temperatura mitjana anual inferiors a 10 °C, com és habitual, per efecte de l'altitud.

## 2015 en la ficció
Part de l'argument del manga 20th Century Boys (1999) transcorre en 2015.